# Polymorphus arcticus
Polymorphus arcticus är en hakmaskart som först beskrevs av Van Cleave 1920.  Polymorphus arcticus ingår i släktet Polymorphus och familjen Polymorphidae. Inga underarter finns listade i Catalogue of Life.